# 內牧站
內牧站（日语：／ Uchinomaki eki */?）是位於熊本縣阿蘇市乙姬，九州旅客鐵道（JR九州）的豐肥本線車站。

## 歷史
- 1918年（大正7年）1月25日：宮地輕便線立野至宮地之間開業，此站啟用[2]。
- 1922年（大正11年）9月2日：宮地輕便線改名為宮地線[2]。
- 1928年（昭和3年）12月2日：宮地線改名為豐肥本線[2]。
- 1945年（昭和20年）7月27日：受到空襲影響，車站大樓被燒毀。
- 1987年（昭和62年）4月1日：伴隨國鐵分割民營化，車站由九州旅客鐵道（JR九州）營運[3][4][5][2]。
- 2016年（平成28年）4月14日：受到熊本地震的前震影響。宮地至熊本之間暫停服務。
- 2020年（令和2年）8月8日：肥後大津站至阿蘇站之間重開，此站重開[6][7]。

## 車站構造
車站是一座地面車站，設有1面2線的島式月台。車站大樓與月台之間設有站內平交道連接。舊車站大樓為一座木造建築物，由於天井較高，因此外部看想來是一座兩層高的建築物。但是在發生熊本地震後，車站大樓在2016年10月3日拆毀。
在發生熊本地震前，車站大樓內設有售票處，發售手寫車票，當時為簡易委託車站，沒有MARS和POS終端設備。另外，在2015年3月時間表修正起，此站的簡易委託營業時間改為只有平日服務（星期六，假日部分服務休息）。

### 月台
| 月台 | 路線      | 上下行 | 方向               |
| ---- | --------- | ------ | ------------------ |
| 1    | ■豐肥本線 | 下行   | 阿蘇、大分方向     |
| 2    | ■豐肥本線 | 上行   | 肥後大津、熊本方向 |

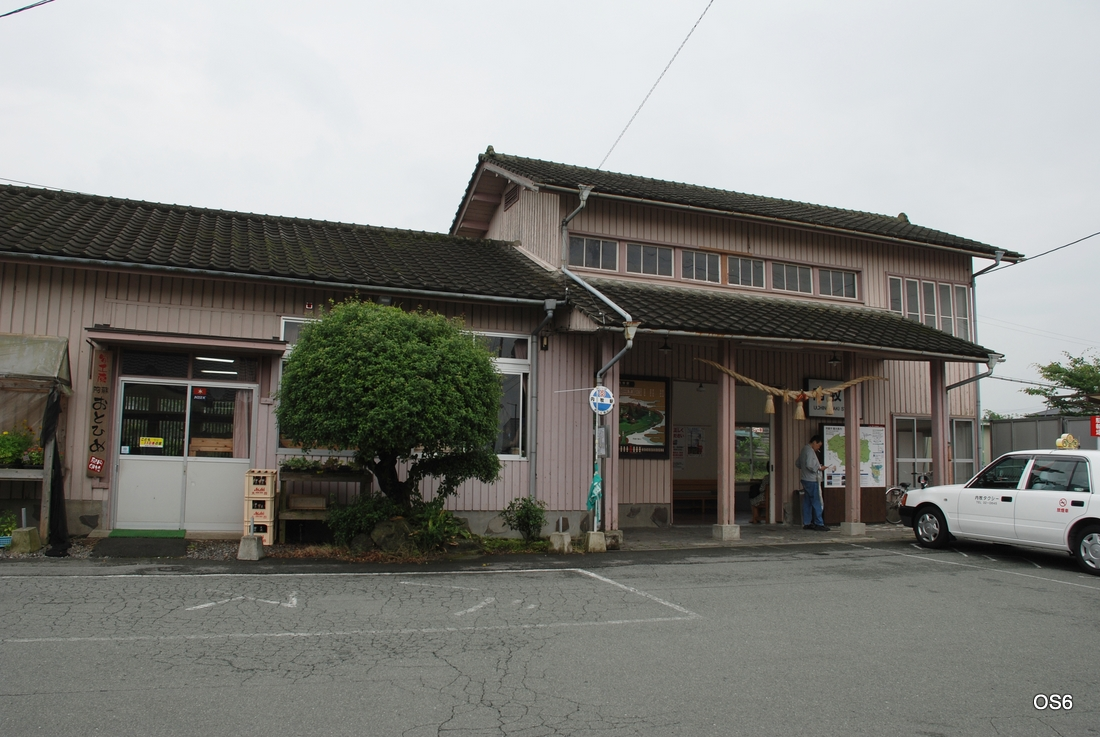
震災前的舊站房(2009年9月)
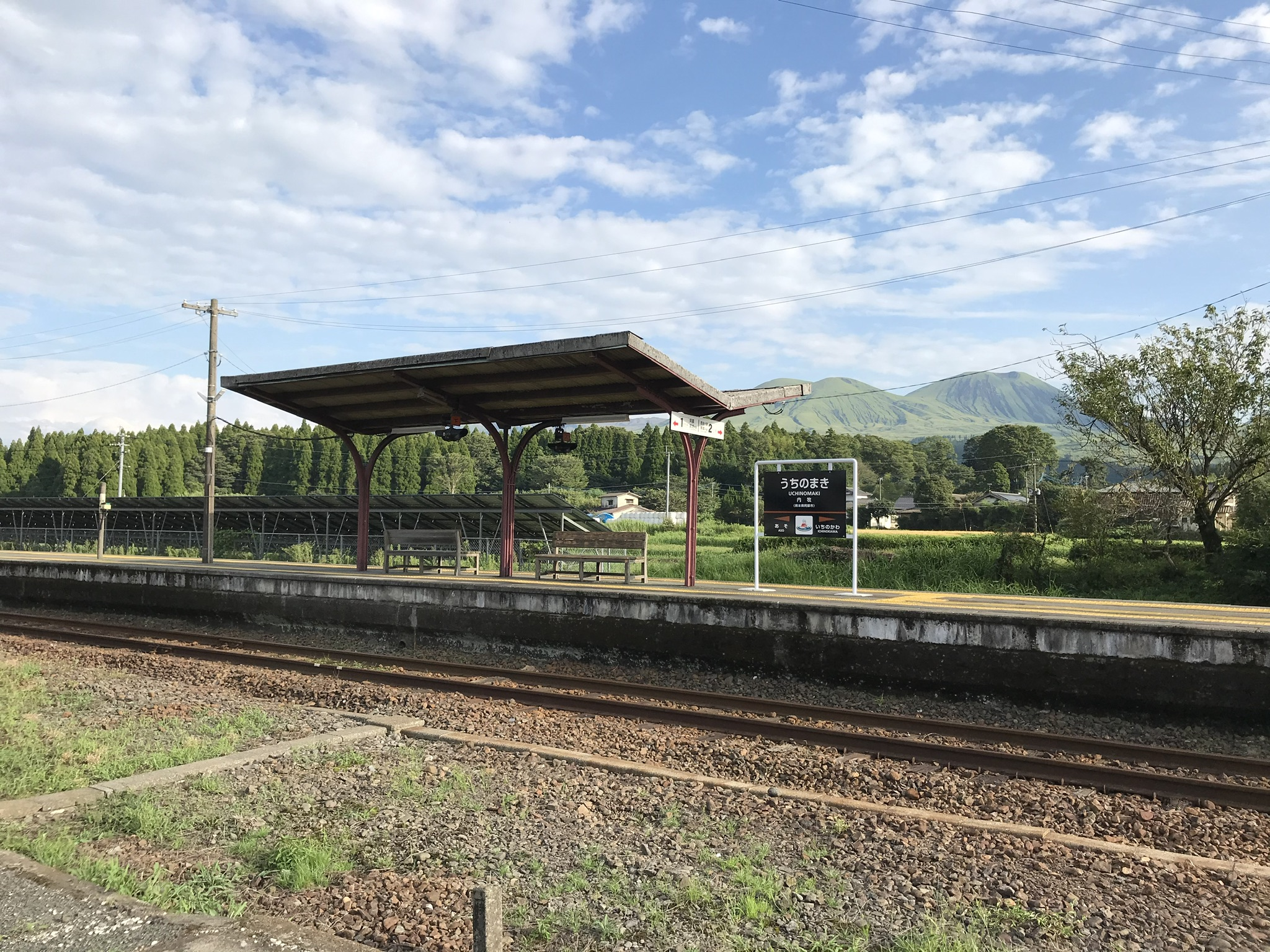
月台和阿蘇山(2020年9月)

## 車站周邊
- 熊本縣道175號內牧停車場線（日语：熊本県道175号内牧停車場線）
- 熊本縣道176號內牧停車場乙姬線（日语：熊本県道176号内牧停車場乙姫線）
- 國道57號（日语：国道57号）
- 阿蘇市立乙姬小學
- 阿蘇統計情報資料所
- 內牧站前郵局[1]
- 乙姬保育園
- 阿蘇市政廳內牧廳舍、內牧溫泉（日语：内牧温泉）（的士、巴士轉乘約10分鐘）
- 藤田購物（食品店）

## 巴士路線
最近的巴士站是「內牧站前」。
- 產交巴士（日语：九州産交バス）[1]
  - 經內牧 前往阿蘇站
  - 前往內牧

## 相鄰車站
九州旅客鐵道（JR九州）
■豐肥本線
市之川－內牧－阿蘇

## 注腳
1. 1 2 3 4 5 6 7 8  . 週刊朝日百科. 38号 大分駅・由布院駅・田主丸駅ほか. 朝日新聞出版. 2013-05-12: 24 （日语）.
2. 1 2 3 4 5  曾根悟（監修）. 朝日新聞出版分冊百科編集部（編集） , 编. . 週刊朝日百科. 27号・豊肥本線／久大本線. 朝日新聞出版. 2010-01-24: 14–15 （日语）.
3. ↑  九州鉄道百年祭実行委員会・百年史編纂部会 (编).  初版. 九州旅客鉄道. 1988: 181 （日语）.
4. ↑  『交通年鑑 昭和63年版』 交通協力會，1988年3月。
5. ↑  今村都南雄 『民営化の效果と現実NTTとJR』 中央法規出版，1997年8月。ISBN 978-4805840863
6. ↑   (PDF) (新闻稿). 九州旅客鉄道. 2020-05-27  [2020-05-27]. （原始内容 (PDF)存档于2020-05-27） （日语）.
7. ↑  . 熊本日日新聞. 2020-05-27  [2020-05-27]. （原始内容存档于2020-05-27） （日语）.
8. ↑  . 読売新聞. 2016-10-04  [2020-09-10]. （原始内容存档于2016-10-05） （日语）.

## 外部連結
- 內牧（車站資訊） - 九州旅客鐵道（日語）